# Drapetes cerasinus
Drapetes cerasinus là một loài bọ cánh cứng trong họ Elateridae. Loài này được Gerstaecker miêu tả khoa học năm 1860.